# يان كينغ (رائد أعمال)
يان كينغ (بالإنجليزية: Ian King)‏ هو كبير الإداريين التنفيذيين ورائد أعمال بريطاني، ولد في 24 أبريل 1956 في المملكة المتحدة.